# Ricardo Ferreira (químico)
Ricardo de Carvalho Ferreira (Recife, 16 de janeiro de 1928 — 30 de julho de 2013) foi um químico e físico brasileiro. Membro da Academia Brasileira de Ciências, foi presidente da Sociedade Brasileira de Química de 1980 a 1982, e presidente de honra da Sociedade Brasileira para o Progresso da Ciência.

## Vida acadêmica
Graduado em Química pela Universidade Católica de Pernambuco em 1952, tornou-se livre-docente da Universidade Federal de Pernambuco em 1957 e professor titular em 1962. Aposentou-se em 1994, foi agraciado com a Ordem Nacional do Mérito Científico e recebeu o Prêmio Almirante Álvaro Alberto. Durante sua carreira acadêmica, Ricardo esteve associado a diversas instituições de pesquisa e ensino nacionais e internacionais: California Institute of Technology, Indiana University, Columbia University e Earlham College nos Estados Unidos, Universidade de Genebra e Oxford University na Europa e o Centro Brasileiro de Pesquisas Físicas, a Universidade de São Paulo, a Universidade Federal de São Carlos e a Universidade Federal de Pernambuco no Brasil.
Em julho de 2012 o asteroide 2002 FR1 foi denominado 158520 Ricardoferreira em sua homenagem.
Faleceu no dia 30 de julho de 2013 em sua cidade natal.

## Prêmios
- 2006: Doutor Honoris Causa pela Universidade Federal do Rio Grande do Norte .
- 2001: Doutor Honoris Causa pela Universidade Federal de Alagoas.
- 1997: Medalha Simão Mathias da Sociedade Brasileira de Química.
- 1995: Ordem Nacional do Mérito Científico, categoria Grã-Cruz, concedida pelo Presidente da República.
- 1988: Prêmio Rheinboldt-Hauptmann pela Universidade de São Paulo.
- 1975: Honorary Fellow pela Magdalen College da Oxford University.